# François Leygue
Pour les articles homonymes, voir Leygue.
François Augustin Antoine Hildegond Leygue (23 septembre 1846, Saint-Orens-de-Gameville-4 décembre 1925, Toulon) est un officier de marine français.

## Biographie
Il entre à l'École navale en octobre 1862 et en sort aspirant de 1re classe en octobre 1865. Il sert alors sur la Zénobie à la division des côtes occidentales d'Afrique. 
Enseigne de vaisseau (octobre 1867), il est le second de la canonnière Chacal à Toulon puis de l'aviso à roues Estafette à la division des Antilles et de Terre-Neuve (1869). 
Pendant la guerre de 1870, il participe au blocus des bâtiments ennemis réfugiés à La Havane et embarque sur le d'Estaing. En 1872, il devient second du transport Eurydice à Terre-Neuve puis embarque en 1873 sur l'aviso à roues Daim à la division du littoral sud de la France. 
Lieutenant de vaisseau (mars 1874), il est affecté à Cherbourg au groupe des bâtiments de réserve puis embarque en 1875 sur le bâtiment école des timoniers Bretagne à Brest. 
Officier de manœuvre en Algérie sur le Japon, il est adjoint en 1878 au major de la flotte à Toulon puis commande en 1879 une escouade d'apprentis canonniers sur l’École de canonnage Souverain, à Toulon. Officier canonnier sur la Triomphante à Brest (1880), second du vaisseau-école de canonnage Saint Louis à Toulon (1881), il commande en 1883-1884 l'aviso Héron à la station du Sénégal et obtient en août 1884 un témoignage de satisfaction pour l'efficacité de son navire durant des missions au Fouta et dans les rivières du Sud. 
En 1885, il est muté à la majorité à Toulon et s'y fait remarquer durant l'épidémie de choléra qui touche la ville. Second de l'aviso Hussard dans l'océan Indien (1886) et participe activement à l'expédition des Comores de janvier à mars 1887. 
Second du Papin à Toulon (1888), il est nommé capitaine de frégate en janvier 1889, major et commandant en second de la division des équipages à Cherbourg. En 1890, il est second du cuirassé Redoutable au Levant puis commande en 1892 dans les mêmes eaux le croiseur Condor. 
Sous-directeur des défenses sous-marines à Toulon (1894), il est promu capitaine de vaisseau en septembre 1895 et commande le 5e dépôt des équipages à Toulon (1896), les cuirassés Magenta (1897) et Charles Martel (1898) en escadre de Méditerranée puis le cuirassé Bouvet (1900). Capitaine de pavillon d'Alfred Gervais lors des grandes manœuvres de 1900 et de 1901, il est nommé contre-amiral en janvier 1902. 
Major général à Lorient (mai 1902), commandant de la 2e division cuirassée de l'escadre du Nord avec pavillon sur le Bouvines (1904), il est promu vice-amiral en mai 1907 et est nommé en août préfet maritime de Lorient. Il prend sa retraite en novembre 1911.

## Récompenses et distinctions
- Chevalier (11 juillet 1880), Officier (10 juillet 1891), Commandeur (30 décembre 1905) puis Grand-Officier de la Légion d'Honneur (29 décembre 1909).